# Gunzendorf (Auerbach)
Gunzendorf ist ein Gemeindeteil der Stadt Auerbach in der Oberpfalz im bayerischen Landkreis Amberg-Sulzbach.

## Lage
Das Dorf liegt auf freier Flur, knapp 5 km nördlich von Auerbach. Die von dort kommende Kreisstraße AS 43 führt hindurch.

## Geschichte
Als die Franken im 6. Jahrhundert in diese Gegend vordrangen, soll ein Anführer namens Gunzo oder Gundelo den Ort gegründet haben. Gunzendorf wurde 1145 erstmals urkundlich erwähnt, damals tauschte der Bamberger Bischof Egilbert das von ihm für das Kloster Michelfeld gestiftete Eschenfelden gegen das Gut Gunzenfelden.
Im 12. Jahrhundert wurde ein Schloss in der unmittelbaren Nähe der heutigen Pfarrkirche St. Ägid erwähnt, die damals als Schlosskapelle fungierte. Auch ist vom Ortsadelsgeschlecht der Gunzendorfer die Rede; 1119 wurde Marquard von Gunzendorf in der Klostergründungsurkunde für Michelfeld genannt. Von 1145 bis 1400 gehörte Gunzendorf zum Kloster Michelfeld. Von 1401 bis 1426 wurden dort Jörg und Ruprecht die Stören genannt. 1426 bis 1668 waren die Herren von Künsberg begütert, von 1668 bis 1680 Christoph von Wildenstein und anschließend bis 1848 die Herren von Egloffstein.

### Gemeindeentwicklung
Das Dorf bildete die selbständige Gemeinde Gunzendorf im damaligen Landkreis Eschenbach in der Oberpfalz. 1946 kamen von der aufgelösten Gemeinde Steinamwasser die Dörfer Steinamwasser und Ohrenbach als Gemeindeteile dazu. Zwischen 1950 und 1961 gehörte auch der Weiler Ortlesbrunn von der Gemeinde Ranzenthal zu Gunzendorf.
Mit der Gemeindegebietsreform wurde die Gemeinde Gunzendorf am 1. Mai 1978 nach Auerbach eingegliedert.

## Sehenswertes
- St. Ägid (Gunzendorf)